# Tỉnh ủy Lào Cai
Tỉnh ủy Lào Cai hay còn được gọi Ban chấp hành Đảng bộ tỉnh Lào Cai là cơ quan lãnh đạo cao nhất của Đảng bộ tỉnh Lào Cai giữa hai kỳ đại hội đại biểu Đảng bộ tỉnh, do Đại hội Đại biểu Đảng bộ tỉnh bầu. Tỉnh ủy Lào Cai có chức năng thi hành nghị quyết, quyết định của Đại hội Đại biểu Đảng bộ tỉnh Lào Cai, Ban Chấp hành Trung ương Đảng, Ban Bí thư và Bộ Chính trị.
Đứng đầu Tỉnh ủy là Bí thư Tỉnh ủy và thường là ủy viên Ban chấp hành Trung ương Đảng. Bí thư hiện tại là Ủy viên Ban Chấp hành Trung ương Đảng Trịnh Xuân Trường.